# Liste der Einträge im National Register of Historic Places im Petersburg Census Area
Die Liste der Registered Historic Places im Petersburg Census Area führt alle Bauwerke und historischen Stätten in der ehemaligen Petersburg Census Area des US-Bundesstaates Alaska auf, die in das National Register of Historic Places aufgenommen wurden.

## Kake
- Kake Cannery

## Petersburg
- CHUGACH (Ranger Boat)
- F/V CHARLES W (Schooner)
- Five Finger Light Station
- Sons of Norway Hall

## Sitka
- Cape Decision Light Station